# Malinska
Malinska je naselje, pristanišče in istoimenski zaliv na otoku Krk (Hrvaška) in je upravno središče občine Malinska - Dubašnica; le-ta pa spada pod Primorsko-goransko županijo.

## Geografija
Malinska leži ob prostranem istoimenskem zalivu na severozahodni obali otoka. Prostrani zaliv leži med  rtoma Pelova na zahodu in Čuf na severu. Zaliv obdajajo plaže in veliko zelenja. Kraj je znan po prijetnem podnebju.
Luka leži v vzhodnem delu zaliva, in jo varujeta dva valobrana, dolga okoli 60 in 150 metrov. V luki sta tudi dva manjša pomola. Privezi za plovila so z obeh strani pomolov, kjer je morje globoko do 6 metrov, zato se tu lahko sidrajo tudi večje ladje. Na koncu daljšega valobrana stoji svetilnik, ki oddaja svetlobni signal : R Bl(2) 6s. Luka je zavarovana pred jugom in burjo, ter izpostavljena severozahodnim vetrovom. Severno od luke leži manjši pristan hotelskega kompleksa Haludovo.

## Gospodarstvo
Glavna gospodarska dejavnost je turizem. Kraj se je pričel razvijati v začetku 19. stoletja ob novem pristanišču. Začetek turistične dejavnosti pa sega v leto 1909, ko so ustanovili turistično društvo. Danes je v Malinski deluje več hotelov, hotelski kompleks
Haludovo in avtokamp.

## Zgodovina
Malinska se je pričela razvijati konec 19. stoletja, ko se je v priobalnem delu, imenovanem Dubašnica, združila skupina dvajsetih zaselkov.
V okolici Malinske so našli ostanke spomenikov iz časa  med 15. in 18. stoletjem, v njeni neposredni bližini pa je vasica Porat s frančiškanskim samostanom in cerkvijo iz leta 1500. V bližini so tudi razvaline benediktinskega samostana in cerkve iz 12. stoletja. Jugozahodno od mesta na rtu Glavotok, ki je tudi najbolj zahodna točka otoka, pa stoji samostan Glavotok. Samostan  in cerkev z eno ladjo so postavili »frančiškani-glagolci« ob koncu 15. in začetku 16. stoletja. V samostanu hranijo pomembno zbirko knjig in rokopisov napisanih v glagolici.
Na starem pokopališču jugozahodno od Malinske stojijo ruševine cerkve sv.Apolinara postavljene v 12. stoletju, poleg pa je ohranjen zvonik postavljen 1618.

## Demografija
| Pregled števila prebivalcev po letih | Pregled števila prebivalcev po letih | Pregled števila prebivalcev po letih | Pregled števila prebivalcev po letih | Pregled števila prebivalcev po letih | Pregled števila prebivalcev po letih | Pregled števila prebivalcev po letih | Pregled števila prebivalcev po letih | Pregled števila prebivalcev po letih | Pregled števila prebivalcev po letih | Pregled števila prebivalcev po letih | Pregled števila prebivalcev po letih | Pregled števila prebivalcev po letih | Pregled števila prebivalcev po letih | Pregled števila prebivalcev po letih | Pregled števila prebivalcev po letih | Pregled števila prebivalcev po letih |
| ------------------------------------ | ------------------------------------ | ------------------------------------ | ------------------------------------ | ------------------------------------ | ------------------------------------ | ------------------------------------ | ------------------------------------ | ------------------------------------ | ------------------------------------ | ------------------------------------ | ------------------------------------ | ------------------------------------ | ------------------------------------ | ------------------------------------ | ------------------------------------ | ------------------------------------ |
| 1857                                 | 1869                                 | 1880                                 | 1890                                 | 1900                                 | 1910                                 | 1921                                 | 1931                                 | 1948                                 | 1953                                 | 1961                                 | 1971                                 | 1981                                 | 1991                                 | 2001                                 | 2011                                 | 2021                                 |
| 103                                  | 113                                  | 142                                  | 173                                  | 204                                  | 222                                  | 248                                  | 315                                  | 290                                  | 319                                  | 326                                  | 392                                  | 700                                  | 999                                  | 607                                  | 965                                  | 816                                  |